# 桓秘
桓 秘（かん ひ、生没年不詳）は、東晋の官僚・軍人。字は穆子。譙国竜亢県（現在の安徽省蚌埠市懐遠県）の人。父は宣城内史桓彝。母は孔憲。兄の大司馬桓温死後、後を継いだ弟の桓沖に反抗して、桓温の子らとともに殺害を企むが、露見して朝廷から追放された。

## 生涯
東晋に仕え、秘書郎に任じられたが、兄の桓温は重用しなかった。
太和元年（366年）2月、梁州刺史司馬勲が益州で反乱を起こした。輔国将軍・宣城内史に任じられていた桓秘は、持節・監梁益二州征討諸軍事に任じられ、益州に入った。司馬勲の反乱を鎮圧後、宣城郡に帰還した。
咸安元年（371年）11月、大司馬桓温は、中領軍・散騎常侍に任じられていた桓秘に新蔡王司馬晃の元に遣わした。桓秘は西堂にいる司馬晃に会い、叩頭して司馬晃に取り入り、武陵王司馬晞らが謀反を企んでいると告げた。司馬晃は司馬晞・司馬晞の子の司馬綜・著作郎殷涓（殷浩の子）・太宰長史庾倩（庾冰の子）・太宰掾曹秀・太宰舎人劉強・散騎常侍庾柔（庾冰の子）らが謀反を企てていると皇帝司馬昱に告げた。司馬昱は流涕し、桓温は司馬晞らを捕らえて廷尉に下した。
咸安2年（372年）12月、妖賊の盧悚が3百人を率いて、早朝に建康の広莫門を攻めた。海西公司馬奕が還ったと詐称し、雲龍門を経由して殿庭に突入した。中領軍に任じられていた桓秘は、左衛将軍殷康（殷顗の父）と車門で敵を食い止めた。游撃将軍毛安之と合撃して、数百人を討ち取って鎮圧した。
寧康元年（373年）2月、入朝した桓温は、宮殿に賊を侵入させた不始末により、桓秘の官職を免じた。宛陵に戻った桓秘は、桓温に不平不満を抱いた。7月、桓秘は桓温の子の桓熙・桓済と桓沖の殺害を目論んだ。桓沖は企てを密かに知り、敢えて関わらずにいた。桓温が亡くなり、桓沖は力士を遣わして桓熙と桓済を拘束した後、喪に臨んだ。桓秘は企てを諦め、桓熙と桓済は長沙に流された。
桓秘は桓温の墓所に居をかまえ、志をほしいまにして、田園や山水に遊んだ。
散騎常侍に任じられたが、桓秘は三度上表した。その内容は『秘は朝廷より恩寵を受けました。これは永遠に変わりません。何度も嘘偽りなく申し上げていますが、かねてから私は疾病があり、その任には耐えられぬことを嘆いています』と任命に応じないものだった。
桓秘は桓沖を常日頃、軽んじていた。しかし、桓沖の権威が盛んなのに比べ、桓秘は散騎常侍の官職が卑しいものと恥じたため、朝命に応じなかった。
桓沖より先に亡くなった。長男の桓蔚は游撃将軍・散騎常侍に至り、桓楚の醴陵王に封じられた。

## 人物・逸話
- 幼い頃から才気があったが、世の習わしに外れたことを行っていた[2]。
- 謝安とともに書や詩を十首作り、その言葉づかいは見るべきものがあった。その文章は司馬昱に好まれ、寵遇を受けた[2]。

## 家系

### 父
- 桓彝 - 字は茂倫

### 母
- 孔憲 - 臨賀太夫人を追贈された

### 兄弟
- 桓温 - 長兄、字は元子
- 桓雲 - 次兄、字は雲子
- 桓豁 - 三兄、字は穆子
- 桓沖 - 五弟、字は幼子

### 子女
- 桓蔚 - 長男
- 桓女幼[3] - 庾友（庾冰の子）の子の庾宣の妻